# Михаил Чигорин
Михаил Чигорин (рус. Михаи́л Ива́нович Чиго́рин; Гатчина, 12. новембар 1850 — Лублин, 25. јануар 1908) је био руски шахиста и један од главних носилаца тзв. „руске шаховске школе“. Први шаховски велемајстор из Русије, који је доминирао шаховским светом XIX века.

## Шаховски успеси
Играо је два меча против Вилхелма Штајница за титулу светског првака у шаху. Први пут, 1989. године губи са 10½ : 6½, а други пут је изгубио са 12½ : 10½. Укупан скор са Штајницом је достојан поштовања: +24, =8, -27.
Игра нерешено меч са Зигбертом Тарашом у Санкт Петербургу 1893. (+9-9=4) против кога је имао позитиван биланс (+14-13=8). Шаховски деби на међународним турнирима имао је у Берлину 1881. где је заузео треће место.
Био је други испред светског шампиона Ласкера и бившег светског првака Штајница а иза Хари Нелсон Пилсбурија против кога је такође имао позитиван биланс (+8-7=6).
Други је и у Будимпешти 1896, где губи од Рудолфа Хароушека са 3 : 1 у финалу. Побеђује на шаховском турниру у Бечу 1903. Такође, побеђује Ласкера (+2-1=3) на турниру у Брајтону где је играо као црни у свим партијама.

## Чигоринова шаховска отварања
Неколико шаховских отварања носи његово име, као и чувена Чигоринова варијанта Руи Лопез отварања: 1.e4 e5 2.Sf3 Sc6 3.Lb5 a6 4.La4 Sf6 5.O-O Le7 6.Te1 b5 7.Lb3 d6 8.c3 O-O 9.h3 Sa5.
Такође, позната је Чигоринова одбрана у Дамином гамбиту: 1.d4 d5 2.c4 Nc6
|   | a | b | c | d | e | f | g | h |   |
| 8 | a8 black rook · c8 black bishop · d8 black queen · f8 black rook · g8 black king · c7 black pawn · e7 black bishop · f7 black pawn · g7 black pawn · h7 black pawn · a6 black pawn · d6 black pawn · f6 black knight · a5 black knight · b5 black pawn · e5 black pawn · e4 white pawn · b3 white bishop · c3 white pawn · f3 white knight · h3 white pawn · a2 white pawn · b2 white pawn · d2 white pawn · f2 white pawn · g2 white pawn · a1 white rook · b1 white knight · c1 white bishop · d1 white queen · e1 white rook · g1 white king | a8 black rook · c8 black bishop · d8 black queen · f8 black rook · g8 black king · c7 black pawn · e7 black bishop · f7 black pawn · g7 black pawn · h7 black pawn · a6 black pawn · d6 black pawn · f6 black knight · a5 black knight · b5 black pawn · e5 black pawn · e4 white pawn · b3 white bishop · c3 white pawn · f3 white knight · h3 white pawn · a2 white pawn · b2 white pawn · d2 white pawn · f2 white pawn · g2 white pawn · a1 white rook · b1 white knight · c1 white bishop · d1 white queen · e1 white rook · g1 white king | a8 black rook · c8 black bishop · d8 black queen · f8 black rook · g8 black king · c7 black pawn · e7 black bishop · f7 black pawn · g7 black pawn · h7 black pawn · a6 black pawn · d6 black pawn · f6 black knight · a5 black knight · b5 black pawn · e5 black pawn · e4 white pawn · b3 white bishop · c3 white pawn · f3 white knight · h3 white pawn · a2 white pawn · b2 white pawn · d2 white pawn · f2 white pawn · g2 white pawn · a1 white rook · b1 white knight · c1 white bishop · d1 white queen · e1 white rook · g1 white king | a8 black rook · c8 black bishop · d8 black queen · f8 black rook · g8 black king · c7 black pawn · e7 black bishop · f7 black pawn · g7 black pawn · h7 black pawn · a6 black pawn · d6 black pawn · f6 black knight · a5 black knight · b5 black pawn · e5 black pawn · e4 white pawn · b3 white bishop · c3 white pawn · f3 white knight · h3 white pawn · a2 white pawn · b2 white pawn · d2 white pawn · f2 white pawn · g2 white pawn · a1 white rook · b1 white knight · c1 white bishop · d1 white queen · e1 white rook · g1 white king | a8 black rook · c8 black bishop · d8 black queen · f8 black rook · g8 black king · c7 black pawn · e7 black bishop · f7 black pawn · g7 black pawn · h7 black pawn · a6 black pawn · d6 black pawn · f6 black knight · a5 black knight · b5 black pawn · e5 black pawn · e4 white pawn · b3 white bishop · c3 white pawn · f3 white knight · h3 white pawn · a2 white pawn · b2 white pawn · d2 white pawn · f2 white pawn · g2 white pawn · a1 white rook · b1 white knight · c1 white bishop · d1 white queen · e1 white rook · g1 white king | a8 black rook · c8 black bishop · d8 black queen · f8 black rook · g8 black king · c7 black pawn · e7 black bishop · f7 black pawn · g7 black pawn · h7 black pawn · a6 black pawn · d6 black pawn · f6 black knight · a5 black knight · b5 black pawn · e5 black pawn · e4 white pawn · b3 white bishop · c3 white pawn · f3 white knight · h3 white pawn · a2 white pawn · b2 white pawn · d2 white pawn · f2 white pawn · g2 white pawn · a1 white rook · b1 white knight · c1 white bishop · d1 white queen · e1 white rook · g1 white king | a8 black rook · c8 black bishop · d8 black queen · f8 black rook · g8 black king · c7 black pawn · e7 black bishop · f7 black pawn · g7 black pawn · h7 black pawn · a6 black pawn · d6 black pawn · f6 black knight · a5 black knight · b5 black pawn · e5 black pawn · e4 white pawn · b3 white bishop · c3 white pawn · f3 white knight · h3 white pawn · a2 white pawn · b2 white pawn · d2 white pawn · f2 white pawn · g2 white pawn · a1 white rook · b1 white knight · c1 white bishop · d1 white queen · e1 white rook · g1 white king | a8 black rook · c8 black bishop · d8 black queen · f8 black rook · g8 black king · c7 black pawn · e7 black bishop · f7 black pawn · g7 black pawn · h7 black pawn · a6 black pawn · d6 black pawn · f6 black knight · a5 black knight · b5 black pawn · e5 black pawn · e4 white pawn · b3 white bishop · c3 white pawn · f3 white knight · h3 white pawn · a2 white pawn · b2 white pawn · d2 white pawn · f2 white pawn · g2 white pawn · a1 white rook · b1 white knight · c1 white bishop · d1 white queen · e1 white rook · g1 white king | 8 |
| 7 | a8 black rook · c8 black bishop · d8 black queen · f8 black rook · g8 black king · c7 black pawn · e7 black bishop · f7 black pawn · g7 black pawn · h7 black pawn · a6 black pawn · d6 black pawn · f6 black knight · a5 black knight · b5 black pawn · e5 black pawn · e4 white pawn · b3 white bishop · c3 white pawn · f3 white knight · h3 white pawn · a2 white pawn · b2 white pawn · d2 white pawn · f2 white pawn · g2 white pawn · a1 white rook · b1 white knight · c1 white bishop · d1 white queen · e1 white rook · g1 white king | a8 black rook · c8 black bishop · d8 black queen · f8 black rook · g8 black king · c7 black pawn · e7 black bishop · f7 black pawn · g7 black pawn · h7 black pawn · a6 black pawn · d6 black pawn · f6 black knight · a5 black knight · b5 black pawn · e5 black pawn · e4 white pawn · b3 white bishop · c3 white pawn · f3 white knight · h3 white pawn · a2 white pawn · b2 white pawn · d2 white pawn · f2 white pawn · g2 white pawn · a1 white rook · b1 white knight · c1 white bishop · d1 white queen · e1 white rook · g1 white king | a8 black rook · c8 black bishop · d8 black queen · f8 black rook · g8 black king · c7 black pawn · e7 black bishop · f7 black pawn · g7 black pawn · h7 black pawn · a6 black pawn · d6 black pawn · f6 black knight · a5 black knight · b5 black pawn · e5 black pawn · e4 white pawn · b3 white bishop · c3 white pawn · f3 white knight · h3 white pawn · a2 white pawn · b2 white pawn · d2 white pawn · f2 white pawn · g2 white pawn · a1 white rook · b1 white knight · c1 white bishop · d1 white queen · e1 white rook · g1 white king | a8 black rook · c8 black bishop · d8 black queen · f8 black rook · g8 black king · c7 black pawn · e7 black bishop · f7 black pawn · g7 black pawn · h7 black pawn · a6 black pawn · d6 black pawn · f6 black knight · a5 black knight · b5 black pawn · e5 black pawn · e4 white pawn · b3 white bishop · c3 white pawn · f3 white knight · h3 white pawn · a2 white pawn · b2 white pawn · d2 white pawn · f2 white pawn · g2 white pawn · a1 white rook · b1 white knight · c1 white bishop · d1 white queen · e1 white rook · g1 white king | a8 black rook · c8 black bishop · d8 black queen · f8 black rook · g8 black king · c7 black pawn · e7 black bishop · f7 black pawn · g7 black pawn · h7 black pawn · a6 black pawn · d6 black pawn · f6 black knight · a5 black knight · b5 black pawn · e5 black pawn · e4 white pawn · b3 white bishop · c3 white pawn · f3 white knight · h3 white pawn · a2 white pawn · b2 white pawn · d2 white pawn · f2 white pawn · g2 white pawn · a1 white rook · b1 white knight · c1 white bishop · d1 white queen · e1 white rook · g1 white king | a8 black rook · c8 black bishop · d8 black queen · f8 black rook · g8 black king · c7 black pawn · e7 black bishop · f7 black pawn · g7 black pawn · h7 black pawn · a6 black pawn · d6 black pawn · f6 black knight · a5 black knight · b5 black pawn · e5 black pawn · e4 white pawn · b3 white bishop · c3 white pawn · f3 white knight · h3 white pawn · a2 white pawn · b2 white pawn · d2 white pawn · f2 white pawn · g2 white pawn · a1 white rook · b1 white knight · c1 white bishop · d1 white queen · e1 white rook · g1 white king | a8 black rook · c8 black bishop · d8 black queen · f8 black rook · g8 black king · c7 black pawn · e7 black bishop · f7 black pawn · g7 black pawn · h7 black pawn · a6 black pawn · d6 black pawn · f6 black knight · a5 black knight · b5 black pawn · e5 black pawn · e4 white pawn · b3 white bishop · c3 white pawn · f3 white knight · h3 white pawn · a2 white pawn · b2 white pawn · d2 white pawn · f2 white pawn · g2 white pawn · a1 white rook · b1 white knight · c1 white bishop · d1 white queen · e1 white rook · g1 white king | a8 black rook · c8 black bishop · d8 black queen · f8 black rook · g8 black king · c7 black pawn · e7 black bishop · f7 black pawn · g7 black pawn · h7 black pawn · a6 black pawn · d6 black pawn · f6 black knight · a5 black knight · b5 black pawn · e5 black pawn · e4 white pawn · b3 white bishop · c3 white pawn · f3 white knight · h3 white pawn · a2 white pawn · b2 white pawn · d2 white pawn · f2 white pawn · g2 white pawn · a1 white rook · b1 white knight · c1 white bishop · d1 white queen · e1 white rook · g1 white king | 7 |
| 6 | a8 black rook · c8 black bishop · d8 black queen · f8 black rook · g8 black king · c7 black pawn · e7 black bishop · f7 black pawn · g7 black pawn · h7 black pawn · a6 black pawn · d6 black pawn · f6 black knight · a5 black knight · b5 black pawn · e5 black pawn · e4 white pawn · b3 white bishop · c3 white pawn · f3 white knight · h3 white pawn · a2 white pawn · b2 white pawn · d2 white pawn · f2 white pawn · g2 white pawn · a1 white rook · b1 white knight · c1 white bishop · d1 white queen · e1 white rook · g1 white king | a8 black rook · c8 black bishop · d8 black queen · f8 black rook · g8 black king · c7 black pawn · e7 black bishop · f7 black pawn · g7 black pawn · h7 black pawn · a6 black pawn · d6 black pawn · f6 black knight · a5 black knight · b5 black pawn · e5 black pawn · e4 white pawn · b3 white bishop · c3 white pawn · f3 white knight · h3 white pawn · a2 white pawn · b2 white pawn · d2 white pawn · f2 white pawn · g2 white pawn · a1 white rook · b1 white knight · c1 white bishop · d1 white queen · e1 white rook · g1 white king | a8 black rook · c8 black bishop · d8 black queen · f8 black rook · g8 black king · c7 black pawn · e7 black bishop · f7 black pawn · g7 black pawn · h7 black pawn · a6 black pawn · d6 black pawn · f6 black knight · a5 black knight · b5 black pawn · e5 black pawn · e4 white pawn · b3 white bishop · c3 white pawn · f3 white knight · h3 white pawn · a2 white pawn · b2 white pawn · d2 white pawn · f2 white pawn · g2 white pawn · a1 white rook · b1 white knight · c1 white bishop · d1 white queen · e1 white rook · g1 white king | a8 black rook · c8 black bishop · d8 black queen · f8 black rook · g8 black king · c7 black pawn · e7 black bishop · f7 black pawn · g7 black pawn · h7 black pawn · a6 black pawn · d6 black pawn · f6 black knight · a5 black knight · b5 black pawn · e5 black pawn · e4 white pawn · b3 white bishop · c3 white pawn · f3 white knight · h3 white pawn · a2 white pawn · b2 white pawn · d2 white pawn · f2 white pawn · g2 white pawn · a1 white rook · b1 white knight · c1 white bishop · d1 white queen · e1 white rook · g1 white king | a8 black rook · c8 black bishop · d8 black queen · f8 black rook · g8 black king · c7 black pawn · e7 black bishop · f7 black pawn · g7 black pawn · h7 black pawn · a6 black pawn · d6 black pawn · f6 black knight · a5 black knight · b5 black pawn · e5 black pawn · e4 white pawn · b3 white bishop · c3 white pawn · f3 white knight · h3 white pawn · a2 white pawn · b2 white pawn · d2 white pawn · f2 white pawn · g2 white pawn · a1 white rook · b1 white knight · c1 white bishop · d1 white queen · e1 white rook · g1 white king | a8 black rook · c8 black bishop · d8 black queen · f8 black rook · g8 black king · c7 black pawn · e7 black bishop · f7 black pawn · g7 black pawn · h7 black pawn · a6 black pawn · d6 black pawn · f6 black knight · a5 black knight · b5 black pawn · e5 black pawn · e4 white pawn · b3 white bishop · c3 white pawn · f3 white knight · h3 white pawn · a2 white pawn · b2 white pawn · d2 white pawn · f2 white pawn · g2 white pawn · a1 white rook · b1 white knight · c1 white bishop · d1 white queen · e1 white rook · g1 white king | a8 black rook · c8 black bishop · d8 black queen · f8 black rook · g8 black king · c7 black pawn · e7 black bishop · f7 black pawn · g7 black pawn · h7 black pawn · a6 black pawn · d6 black pawn · f6 black knight · a5 black knight · b5 black pawn · e5 black pawn · e4 white pawn · b3 white bishop · c3 white pawn · f3 white knight · h3 white pawn · a2 white pawn · b2 white pawn · d2 white pawn · f2 white pawn · g2 white pawn · a1 white rook · b1 white knight · c1 white bishop · d1 white queen · e1 white rook · g1 white king | a8 black rook · c8 black bishop · d8 black queen · f8 black rook · g8 black king · c7 black pawn · e7 black bishop · f7 black pawn · g7 black pawn · h7 black pawn · a6 black pawn · d6 black pawn · f6 black knight · a5 black knight · b5 black pawn · e5 black pawn · e4 white pawn · b3 white bishop · c3 white pawn · f3 white knight · h3 white pawn · a2 white pawn · b2 white pawn · d2 white pawn · f2 white pawn · g2 white pawn · a1 white rook · b1 white knight · c1 white bishop · d1 white queen · e1 white rook · g1 white king | 6 |
| 5 | a8 black rook · c8 black bishop · d8 black queen · f8 black rook · g8 black king · c7 black pawn · e7 black bishop · f7 black pawn · g7 black pawn · h7 black pawn · a6 black pawn · d6 black pawn · f6 black knight · a5 black knight · b5 black pawn · e5 black pawn · e4 white pawn · b3 white bishop · c3 white pawn · f3 white knight · h3 white pawn · a2 white pawn · b2 white pawn · d2 white pawn · f2 white pawn · g2 white pawn · a1 white rook · b1 white knight · c1 white bishop · d1 white queen · e1 white rook · g1 white king | a8 black rook · c8 black bishop · d8 black queen · f8 black rook · g8 black king · c7 black pawn · e7 black bishop · f7 black pawn · g7 black pawn · h7 black pawn · a6 black pawn · d6 black pawn · f6 black knight · a5 black knight · b5 black pawn · e5 black pawn · e4 white pawn · b3 white bishop · c3 white pawn · f3 white knight · h3 white pawn · a2 white pawn · b2 white pawn · d2 white pawn · f2 white pawn · g2 white pawn · a1 white rook · b1 white knight · c1 white bishop · d1 white queen · e1 white rook · g1 white king | a8 black rook · c8 black bishop · d8 black queen · f8 black rook · g8 black king · c7 black pawn · e7 black bishop · f7 black pawn · g7 black pawn · h7 black pawn · a6 black pawn · d6 black pawn · f6 black knight · a5 black knight · b5 black pawn · e5 black pawn · e4 white pawn · b3 white bishop · c3 white pawn · f3 white knight · h3 white pawn · a2 white pawn · b2 white pawn · d2 white pawn · f2 white pawn · g2 white pawn · a1 white rook · b1 white knight · c1 white bishop · d1 white queen · e1 white rook · g1 white king | a8 black rook · c8 black bishop · d8 black queen · f8 black rook · g8 black king · c7 black pawn · e7 black bishop · f7 black pawn · g7 black pawn · h7 black pawn · a6 black pawn · d6 black pawn · f6 black knight · a5 black knight · b5 black pawn · e5 black pawn · e4 white pawn · b3 white bishop · c3 white pawn · f3 white knight · h3 white pawn · a2 white pawn · b2 white pawn · d2 white pawn · f2 white pawn · g2 white pawn · a1 white rook · b1 white knight · c1 white bishop · d1 white queen · e1 white rook · g1 white king | a8 black rook · c8 black bishop · d8 black queen · f8 black rook · g8 black king · c7 black pawn · e7 black bishop · f7 black pawn · g7 black pawn · h7 black pawn · a6 black pawn · d6 black pawn · f6 black knight · a5 black knight · b5 black pawn · e5 black pawn · e4 white pawn · b3 white bishop · c3 white pawn · f3 white knight · h3 white pawn · a2 white pawn · b2 white pawn · d2 white pawn · f2 white pawn · g2 white pawn · a1 white rook · b1 white knight · c1 white bishop · d1 white queen · e1 white rook · g1 white king | a8 black rook · c8 black bishop · d8 black queen · f8 black rook · g8 black king · c7 black pawn · e7 black bishop · f7 black pawn · g7 black pawn · h7 black pawn · a6 black pawn · d6 black pawn · f6 black knight · a5 black knight · b5 black pawn · e5 black pawn · e4 white pawn · b3 white bishop · c3 white pawn · f3 white knight · h3 white pawn · a2 white pawn · b2 white pawn · d2 white pawn · f2 white pawn · g2 white pawn · a1 white rook · b1 white knight · c1 white bishop · d1 white queen · e1 white rook · g1 white king | a8 black rook · c8 black bishop · d8 black queen · f8 black rook · g8 black king · c7 black pawn · e7 black bishop · f7 black pawn · g7 black pawn · h7 black pawn · a6 black pawn · d6 black pawn · f6 black knight · a5 black knight · b5 black pawn · e5 black pawn · e4 white pawn · b3 white bishop · c3 white pawn · f3 white knight · h3 white pawn · a2 white pawn · b2 white pawn · d2 white pawn · f2 white pawn · g2 white pawn · a1 white rook · b1 white knight · c1 white bishop · d1 white queen · e1 white rook · g1 white king | a8 black rook · c8 black bishop · d8 black queen · f8 black rook · g8 black king · c7 black pawn · e7 black bishop · f7 black pawn · g7 black pawn · h7 black pawn · a6 black pawn · d6 black pawn · f6 black knight · a5 black knight · b5 black pawn · e5 black pawn · e4 white pawn · b3 white bishop · c3 white pawn · f3 white knight · h3 white pawn · a2 white pawn · b2 white pawn · d2 white pawn · f2 white pawn · g2 white pawn · a1 white rook · b1 white knight · c1 white bishop · d1 white queen · e1 white rook · g1 white king | 5 |
| 4 | a8 black rook · c8 black bishop · d8 black queen · f8 black rook · g8 black king · c7 black pawn · e7 black bishop · f7 black pawn · g7 black pawn · h7 black pawn · a6 black pawn · d6 black pawn · f6 black knight · a5 black knight · b5 black pawn · e5 black pawn · e4 white pawn · b3 white bishop · c3 white pawn · f3 white knight · h3 white pawn · a2 white pawn · b2 white pawn · d2 white pawn · f2 white pawn · g2 white pawn · a1 white rook · b1 white knight · c1 white bishop · d1 white queen · e1 white rook · g1 white king | a8 black rook · c8 black bishop · d8 black queen · f8 black rook · g8 black king · c7 black pawn · e7 black bishop · f7 black pawn · g7 black pawn · h7 black pawn · a6 black pawn · d6 black pawn · f6 black knight · a5 black knight · b5 black pawn · e5 black pawn · e4 white pawn · b3 white bishop · c3 white pawn · f3 white knight · h3 white pawn · a2 white pawn · b2 white pawn · d2 white pawn · f2 white pawn · g2 white pawn · a1 white rook · b1 white knight · c1 white bishop · d1 white queen · e1 white rook · g1 white king | a8 black rook · c8 black bishop · d8 black queen · f8 black rook · g8 black king · c7 black pawn · e7 black bishop · f7 black pawn · g7 black pawn · h7 black pawn · a6 black pawn · d6 black pawn · f6 black knight · a5 black knight · b5 black pawn · e5 black pawn · e4 white pawn · b3 white bishop · c3 white pawn · f3 white knight · h3 white pawn · a2 white pawn · b2 white pawn · d2 white pawn · f2 white pawn · g2 white pawn · a1 white rook · b1 white knight · c1 white bishop · d1 white queen · e1 white rook · g1 white king | a8 black rook · c8 black bishop · d8 black queen · f8 black rook · g8 black king · c7 black pawn · e7 black bishop · f7 black pawn · g7 black pawn · h7 black pawn · a6 black pawn · d6 black pawn · f6 black knight · a5 black knight · b5 black pawn · e5 black pawn · e4 white pawn · b3 white bishop · c3 white pawn · f3 white knight · h3 white pawn · a2 white pawn · b2 white pawn · d2 white pawn · f2 white pawn · g2 white pawn · a1 white rook · b1 white knight · c1 white bishop · d1 white queen · e1 white rook · g1 white king | a8 black rook · c8 black bishop · d8 black queen · f8 black rook · g8 black king · c7 black pawn · e7 black bishop · f7 black pawn · g7 black pawn · h7 black pawn · a6 black pawn · d6 black pawn · f6 black knight · a5 black knight · b5 black pawn · e5 black pawn · e4 white pawn · b3 white bishop · c3 white pawn · f3 white knight · h3 white pawn · a2 white pawn · b2 white pawn · d2 white pawn · f2 white pawn · g2 white pawn · a1 white rook · b1 white knight · c1 white bishop · d1 white queen · e1 white rook · g1 white king | a8 black rook · c8 black bishop · d8 black queen · f8 black rook · g8 black king · c7 black pawn · e7 black bishop · f7 black pawn · g7 black pawn · h7 black pawn · a6 black pawn · d6 black pawn · f6 black knight · a5 black knight · b5 black pawn · e5 black pawn · e4 white pawn · b3 white bishop · c3 white pawn · f3 white knight · h3 white pawn · a2 white pawn · b2 white pawn · d2 white pawn · f2 white pawn · g2 white pawn · a1 white rook · b1 white knight · c1 white bishop · d1 white queen · e1 white rook · g1 white king | a8 black rook · c8 black bishop · d8 black queen · f8 black rook · g8 black king · c7 black pawn · e7 black bishop · f7 black pawn · g7 black pawn · h7 black pawn · a6 black pawn · d6 black pawn · f6 black knight · a5 black knight · b5 black pawn · e5 black pawn · e4 white pawn · b3 white bishop · c3 white pawn · f3 white knight · h3 white pawn · a2 white pawn · b2 white pawn · d2 white pawn · f2 white pawn · g2 white pawn · a1 white rook · b1 white knight · c1 white bishop · d1 white queen · e1 white rook · g1 white king | a8 black rook · c8 black bishop · d8 black queen · f8 black rook · g8 black king · c7 black pawn · e7 black bishop · f7 black pawn · g7 black pawn · h7 black pawn · a6 black pawn · d6 black pawn · f6 black knight · a5 black knight · b5 black pawn · e5 black pawn · e4 white pawn · b3 white bishop · c3 white pawn · f3 white knight · h3 white pawn · a2 white pawn · b2 white pawn · d2 white pawn · f2 white pawn · g2 white pawn · a1 white rook · b1 white knight · c1 white bishop · d1 white queen · e1 white rook · g1 white king | 4 |
| 3 | a8 black rook · c8 black bishop · d8 black queen · f8 black rook · g8 black king · c7 black pawn · e7 black bishop · f7 black pawn · g7 black pawn · h7 black pawn · a6 black pawn · d6 black pawn · f6 black knight · a5 black knight · b5 black pawn · e5 black pawn · e4 white pawn · b3 white bishop · c3 white pawn · f3 white knight · h3 white pawn · a2 white pawn · b2 white pawn · d2 white pawn · f2 white pawn · g2 white pawn · a1 white rook · b1 white knight · c1 white bishop · d1 white queen · e1 white rook · g1 white king | a8 black rook · c8 black bishop · d8 black queen · f8 black rook · g8 black king · c7 black pawn · e7 black bishop · f7 black pawn · g7 black pawn · h7 black pawn · a6 black pawn · d6 black pawn · f6 black knight · a5 black knight · b5 black pawn · e5 black pawn · e4 white pawn · b3 white bishop · c3 white pawn · f3 white knight · h3 white pawn · a2 white pawn · b2 white pawn · d2 white pawn · f2 white pawn · g2 white pawn · a1 white rook · b1 white knight · c1 white bishop · d1 white queen · e1 white rook · g1 white king | a8 black rook · c8 black bishop · d8 black queen · f8 black rook · g8 black king · c7 black pawn · e7 black bishop · f7 black pawn · g7 black pawn · h7 black pawn · a6 black pawn · d6 black pawn · f6 black knight · a5 black knight · b5 black pawn · e5 black pawn · e4 white pawn · b3 white bishop · c3 white pawn · f3 white knight · h3 white pawn · a2 white pawn · b2 white pawn · d2 white pawn · f2 white pawn · g2 white pawn · a1 white rook · b1 white knight · c1 white bishop · d1 white queen · e1 white rook · g1 white king | a8 black rook · c8 black bishop · d8 black queen · f8 black rook · g8 black king · c7 black pawn · e7 black bishop · f7 black pawn · g7 black pawn · h7 black pawn · a6 black pawn · d6 black pawn · f6 black knight · a5 black knight · b5 black pawn · e5 black pawn · e4 white pawn · b3 white bishop · c3 white pawn · f3 white knight · h3 white pawn · a2 white pawn · b2 white pawn · d2 white pawn · f2 white pawn · g2 white pawn · a1 white rook · b1 white knight · c1 white bishop · d1 white queen · e1 white rook · g1 white king | a8 black rook · c8 black bishop · d8 black queen · f8 black rook · g8 black king · c7 black pawn · e7 black bishop · f7 black pawn · g7 black pawn · h7 black pawn · a6 black pawn · d6 black pawn · f6 black knight · a5 black knight · b5 black pawn · e5 black pawn · e4 white pawn · b3 white bishop · c3 white pawn · f3 white knight · h3 white pawn · a2 white pawn · b2 white pawn · d2 white pawn · f2 white pawn · g2 white pawn · a1 white rook · b1 white knight · c1 white bishop · d1 white queen · e1 white rook · g1 white king | a8 black rook · c8 black bishop · d8 black queen · f8 black rook · g8 black king · c7 black pawn · e7 black bishop · f7 black pawn · g7 black pawn · h7 black pawn · a6 black pawn · d6 black pawn · f6 black knight · a5 black knight · b5 black pawn · e5 black pawn · e4 white pawn · b3 white bishop · c3 white pawn · f3 white knight · h3 white pawn · a2 white pawn · b2 white pawn · d2 white pawn · f2 white pawn · g2 white pawn · a1 white rook · b1 white knight · c1 white bishop · d1 white queen · e1 white rook · g1 white king | a8 black rook · c8 black bishop · d8 black queen · f8 black rook · g8 black king · c7 black pawn · e7 black bishop · f7 black pawn · g7 black pawn · h7 black pawn · a6 black pawn · d6 black pawn · f6 black knight · a5 black knight · b5 black pawn · e5 black pawn · e4 white pawn · b3 white bishop · c3 white pawn · f3 white knight · h3 white pawn · a2 white pawn · b2 white pawn · d2 white pawn · f2 white pawn · g2 white pawn · a1 white rook · b1 white knight · c1 white bishop · d1 white queen · e1 white rook · g1 white king | a8 black rook · c8 black bishop · d8 black queen · f8 black rook · g8 black king · c7 black pawn · e7 black bishop · f7 black pawn · g7 black pawn · h7 black pawn · a6 black pawn · d6 black pawn · f6 black knight · a5 black knight · b5 black pawn · e5 black pawn · e4 white pawn · b3 white bishop · c3 white pawn · f3 white knight · h3 white pawn · a2 white pawn · b2 white pawn · d2 white pawn · f2 white pawn · g2 white pawn · a1 white rook · b1 white knight · c1 white bishop · d1 white queen · e1 white rook · g1 white king | 3 |
| 2 | a8 black rook · c8 black bishop · d8 black queen · f8 black rook · g8 black king · c7 black pawn · e7 black bishop · f7 black pawn · g7 black pawn · h7 black pawn · a6 black pawn · d6 black pawn · f6 black knight · a5 black knight · b5 black pawn · e5 black pawn · e4 white pawn · b3 white bishop · c3 white pawn · f3 white knight · h3 white pawn · a2 white pawn · b2 white pawn · d2 white pawn · f2 white pawn · g2 white pawn · a1 white rook · b1 white knight · c1 white bishop · d1 white queen · e1 white rook · g1 white king | a8 black rook · c8 black bishop · d8 black queen · f8 black rook · g8 black king · c7 black pawn · e7 black bishop · f7 black pawn · g7 black pawn · h7 black pawn · a6 black pawn · d6 black pawn · f6 black knight · a5 black knight · b5 black pawn · e5 black pawn · e4 white pawn · b3 white bishop · c3 white pawn · f3 white knight · h3 white pawn · a2 white pawn · b2 white pawn · d2 white pawn · f2 white pawn · g2 white pawn · a1 white rook · b1 white knight · c1 white bishop · d1 white queen · e1 white rook · g1 white king | a8 black rook · c8 black bishop · d8 black queen · f8 black rook · g8 black king · c7 black pawn · e7 black bishop · f7 black pawn · g7 black pawn · h7 black pawn · a6 black pawn · d6 black pawn · f6 black knight · a5 black knight · b5 black pawn · e5 black pawn · e4 white pawn · b3 white bishop · c3 white pawn · f3 white knight · h3 white pawn · a2 white pawn · b2 white pawn · d2 white pawn · f2 white pawn · g2 white pawn · a1 white rook · b1 white knight · c1 white bishop · d1 white queen · e1 white rook · g1 white king | a8 black rook · c8 black bishop · d8 black queen · f8 black rook · g8 black king · c7 black pawn · e7 black bishop · f7 black pawn · g7 black pawn · h7 black pawn · a6 black pawn · d6 black pawn · f6 black knight · a5 black knight · b5 black pawn · e5 black pawn · e4 white pawn · b3 white bishop · c3 white pawn · f3 white knight · h3 white pawn · a2 white pawn · b2 white pawn · d2 white pawn · f2 white pawn · g2 white pawn · a1 white rook · b1 white knight · c1 white bishop · d1 white queen · e1 white rook · g1 white king | a8 black rook · c8 black bishop · d8 black queen · f8 black rook · g8 black king · c7 black pawn · e7 black bishop · f7 black pawn · g7 black pawn · h7 black pawn · a6 black pawn · d6 black pawn · f6 black knight · a5 black knight · b5 black pawn · e5 black pawn · e4 white pawn · b3 white bishop · c3 white pawn · f3 white knight · h3 white pawn · a2 white pawn · b2 white pawn · d2 white pawn · f2 white pawn · g2 white pawn · a1 white rook · b1 white knight · c1 white bishop · d1 white queen · e1 white rook · g1 white king | a8 black rook · c8 black bishop · d8 black queen · f8 black rook · g8 black king · c7 black pawn · e7 black bishop · f7 black pawn · g7 black pawn · h7 black pawn · a6 black pawn · d6 black pawn · f6 black knight · a5 black knight · b5 black pawn · e5 black pawn · e4 white pawn · b3 white bishop · c3 white pawn · f3 white knight · h3 white pawn · a2 white pawn · b2 white pawn · d2 white pawn · f2 white pawn · g2 white pawn · a1 white rook · b1 white knight · c1 white bishop · d1 white queen · e1 white rook · g1 white king | a8 black rook · c8 black bishop · d8 black queen · f8 black rook · g8 black king · c7 black pawn · e7 black bishop · f7 black pawn · g7 black pawn · h7 black pawn · a6 black pawn · d6 black pawn · f6 black knight · a5 black knight · b5 black pawn · e5 black pawn · e4 white pawn · b3 white bishop · c3 white pawn · f3 white knight · h3 white pawn · a2 white pawn · b2 white pawn · d2 white pawn · f2 white pawn · g2 white pawn · a1 white rook · b1 white knight · c1 white bishop · d1 white queen · e1 white rook · g1 white king | a8 black rook · c8 black bishop · d8 black queen · f8 black rook · g8 black king · c7 black pawn · e7 black bishop · f7 black pawn · g7 black pawn · h7 black pawn · a6 black pawn · d6 black pawn · f6 black knight · a5 black knight · b5 black pawn · e5 black pawn · e4 white pawn · b3 white bishop · c3 white pawn · f3 white knight · h3 white pawn · a2 white pawn · b2 white pawn · d2 white pawn · f2 white pawn · g2 white pawn · a1 white rook · b1 white knight · c1 white bishop · d1 white queen · e1 white rook · g1 white king | 2 |
| 1 | a8 black rook · c8 black bishop · d8 black queen · f8 black rook · g8 black king · c7 black pawn · e7 black bishop · f7 black pawn · g7 black pawn · h7 black pawn · a6 black pawn · d6 black pawn · f6 black knight · a5 black knight · b5 black pawn · e5 black pawn · e4 white pawn · b3 white bishop · c3 white pawn · f3 white knight · h3 white pawn · a2 white pawn · b2 white pawn · d2 white pawn · f2 white pawn · g2 white pawn · a1 white rook · b1 white knight · c1 white bishop · d1 white queen · e1 white rook · g1 white king | a8 black rook · c8 black bishop · d8 black queen · f8 black rook · g8 black king · c7 black pawn · e7 black bishop · f7 black pawn · g7 black pawn · h7 black pawn · a6 black pawn · d6 black pawn · f6 black knight · a5 black knight · b5 black pawn · e5 black pawn · e4 white pawn · b3 white bishop · c3 white pawn · f3 white knight · h3 white pawn · a2 white pawn · b2 white pawn · d2 white pawn · f2 white pawn · g2 white pawn · a1 white rook · b1 white knight · c1 white bishop · d1 white queen · e1 white rook · g1 white king | a8 black rook · c8 black bishop · d8 black queen · f8 black rook · g8 black king · c7 black pawn · e7 black bishop · f7 black pawn · g7 black pawn · h7 black pawn · a6 black pawn · d6 black pawn · f6 black knight · a5 black knight · b5 black pawn · e5 black pawn · e4 white pawn · b3 white bishop · c3 white pawn · f3 white knight · h3 white pawn · a2 white pawn · b2 white pawn · d2 white pawn · f2 white pawn · g2 white pawn · a1 white rook · b1 white knight · c1 white bishop · d1 white queen · e1 white rook · g1 white king | a8 black rook · c8 black bishop · d8 black queen · f8 black rook · g8 black king · c7 black pawn · e7 black bishop · f7 black pawn · g7 black pawn · h7 black pawn · a6 black pawn · d6 black pawn · f6 black knight · a5 black knight · b5 black pawn · e5 black pawn · e4 white pawn · b3 white bishop · c3 white pawn · f3 white knight · h3 white pawn · a2 white pawn · b2 white pawn · d2 white pawn · f2 white pawn · g2 white pawn · a1 white rook · b1 white knight · c1 white bishop · d1 white queen · e1 white rook · g1 white king | a8 black rook · c8 black bishop · d8 black queen · f8 black rook · g8 black king · c7 black pawn · e7 black bishop · f7 black pawn · g7 black pawn · h7 black pawn · a6 black pawn · d6 black pawn · f6 black knight · a5 black knight · b5 black pawn · e5 black pawn · e4 white pawn · b3 white bishop · c3 white pawn · f3 white knight · h3 white pawn · a2 white pawn · b2 white pawn · d2 white pawn · f2 white pawn · g2 white pawn · a1 white rook · b1 white knight · c1 white bishop · d1 white queen · e1 white rook · g1 white king | a8 black rook · c8 black bishop · d8 black queen · f8 black rook · g8 black king · c7 black pawn · e7 black bishop · f7 black pawn · g7 black pawn · h7 black pawn · a6 black pawn · d6 black pawn · f6 black knight · a5 black knight · b5 black pawn · e5 black pawn · e4 white pawn · b3 white bishop · c3 white pawn · f3 white knight · h3 white pawn · a2 white pawn · b2 white pawn · d2 white pawn · f2 white pawn · g2 white pawn · a1 white rook · b1 white knight · c1 white bishop · d1 white queen · e1 white rook · g1 white king | a8 black rook · c8 black bishop · d8 black queen · f8 black rook · g8 black king · c7 black pawn · e7 black bishop · f7 black pawn · g7 black pawn · h7 black pawn · a6 black pawn · d6 black pawn · f6 black knight · a5 black knight · b5 black pawn · e5 black pawn · e4 white pawn · b3 white bishop · c3 white pawn · f3 white knight · h3 white pawn · a2 white pawn · b2 white pawn · d2 white pawn · f2 white pawn · g2 white pawn · a1 white rook · b1 white knight · c1 white bishop · d1 white queen · e1 white rook · g1 white king | a8 black rook · c8 black bishop · d8 black queen · f8 black rook · g8 black king · c7 black pawn · e7 black bishop · f7 black pawn · g7 black pawn · h7 black pawn · a6 black pawn · d6 black pawn · f6 black knight · a5 black knight · b5 black pawn · e5 black pawn · e4 white pawn · b3 white bishop · c3 white pawn · f3 white knight · h3 white pawn · a2 white pawn · b2 white pawn · d2 white pawn · f2 white pawn · g2 white pawn · a1 white rook · b1 white knight · c1 white bishop · d1 white queen · e1 white rook · g1 white king | 1 |
|   | a | b | c | d | e | f | g | h |   |

|   | a | b | c | d | e | f | g | h |   |
| 8 | a8 black rook · c8 black bishop · d8 black queen · e8 black king · f8 black bishop · g8 black knight · h8 black rook · a7 black pawn · b7 black pawn · c7 black pawn · e7 black pawn · f7 black pawn · g7 black pawn · h7 black pawn · c6 black knight · d5 black pawn · c4 white pawn · d4 white pawn · a2 white pawn · b2 white pawn · e2 white pawn · f2 white pawn · g2 white pawn · h2 white pawn · a1 white rook · b1 white knight · c1 white bishop · d1 white queen · e1 white king · f1 white bishop · g1 white knight · h1 white rook | a8 black rook · c8 black bishop · d8 black queen · e8 black king · f8 black bishop · g8 black knight · h8 black rook · a7 black pawn · b7 black pawn · c7 black pawn · e7 black pawn · f7 black pawn · g7 black pawn · h7 black pawn · c6 black knight · d5 black pawn · c4 white pawn · d4 white pawn · a2 white pawn · b2 white pawn · e2 white pawn · f2 white pawn · g2 white pawn · h2 white pawn · a1 white rook · b1 white knight · c1 white bishop · d1 white queen · e1 white king · f1 white bishop · g1 white knight · h1 white rook | a8 black rook · c8 black bishop · d8 black queen · e8 black king · f8 black bishop · g8 black knight · h8 black rook · a7 black pawn · b7 black pawn · c7 black pawn · e7 black pawn · f7 black pawn · g7 black pawn · h7 black pawn · c6 black knight · d5 black pawn · c4 white pawn · d4 white pawn · a2 white pawn · b2 white pawn · e2 white pawn · f2 white pawn · g2 white pawn · h2 white pawn · a1 white rook · b1 white knight · c1 white bishop · d1 white queen · e1 white king · f1 white bishop · g1 white knight · h1 white rook | a8 black rook · c8 black bishop · d8 black queen · e8 black king · f8 black bishop · g8 black knight · h8 black rook · a7 black pawn · b7 black pawn · c7 black pawn · e7 black pawn · f7 black pawn · g7 black pawn · h7 black pawn · c6 black knight · d5 black pawn · c4 white pawn · d4 white pawn · a2 white pawn · b2 white pawn · e2 white pawn · f2 white pawn · g2 white pawn · h2 white pawn · a1 white rook · b1 white knight · c1 white bishop · d1 white queen · e1 white king · f1 white bishop · g1 white knight · h1 white rook | a8 black rook · c8 black bishop · d8 black queen · e8 black king · f8 black bishop · g8 black knight · h8 black rook · a7 black pawn · b7 black pawn · c7 black pawn · e7 black pawn · f7 black pawn · g7 black pawn · h7 black pawn · c6 black knight · d5 black pawn · c4 white pawn · d4 white pawn · a2 white pawn · b2 white pawn · e2 white pawn · f2 white pawn · g2 white pawn · h2 white pawn · a1 white rook · b1 white knight · c1 white bishop · d1 white queen · e1 white king · f1 white bishop · g1 white knight · h1 white rook | a8 black rook · c8 black bishop · d8 black queen · e8 black king · f8 black bishop · g8 black knight · h8 black rook · a7 black pawn · b7 black pawn · c7 black pawn · e7 black pawn · f7 black pawn · g7 black pawn · h7 black pawn · c6 black knight · d5 black pawn · c4 white pawn · d4 white pawn · a2 white pawn · b2 white pawn · e2 white pawn · f2 white pawn · g2 white pawn · h2 white pawn · a1 white rook · b1 white knight · c1 white bishop · d1 white queen · e1 white king · f1 white bishop · g1 white knight · h1 white rook | a8 black rook · c8 black bishop · d8 black queen · e8 black king · f8 black bishop · g8 black knight · h8 black rook · a7 black pawn · b7 black pawn · c7 black pawn · e7 black pawn · f7 black pawn · g7 black pawn · h7 black pawn · c6 black knight · d5 black pawn · c4 white pawn · d4 white pawn · a2 white pawn · b2 white pawn · e2 white pawn · f2 white pawn · g2 white pawn · h2 white pawn · a1 white rook · b1 white knight · c1 white bishop · d1 white queen · e1 white king · f1 white bishop · g1 white knight · h1 white rook | a8 black rook · c8 black bishop · d8 black queen · e8 black king · f8 black bishop · g8 black knight · h8 black rook · a7 black pawn · b7 black pawn · c7 black pawn · e7 black pawn · f7 black pawn · g7 black pawn · h7 black pawn · c6 black knight · d5 black pawn · c4 white pawn · d4 white pawn · a2 white pawn · b2 white pawn · e2 white pawn · f2 white pawn · g2 white pawn · h2 white pawn · a1 white rook · b1 white knight · c1 white bishop · d1 white queen · e1 white king · f1 white bishop · g1 white knight · h1 white rook | 8 |
| 7 | a8 black rook · c8 black bishop · d8 black queen · e8 black king · f8 black bishop · g8 black knight · h8 black rook · a7 black pawn · b7 black pawn · c7 black pawn · e7 black pawn · f7 black pawn · g7 black pawn · h7 black pawn · c6 black knight · d5 black pawn · c4 white pawn · d4 white pawn · a2 white pawn · b2 white pawn · e2 white pawn · f2 white pawn · g2 white pawn · h2 white pawn · a1 white rook · b1 white knight · c1 white bishop · d1 white queen · e1 white king · f1 white bishop · g1 white knight · h1 white rook | a8 black rook · c8 black bishop · d8 black queen · e8 black king · f8 black bishop · g8 black knight · h8 black rook · a7 black pawn · b7 black pawn · c7 black pawn · e7 black pawn · f7 black pawn · g7 black pawn · h7 black pawn · c6 black knight · d5 black pawn · c4 white pawn · d4 white pawn · a2 white pawn · b2 white pawn · e2 white pawn · f2 white pawn · g2 white pawn · h2 white pawn · a1 white rook · b1 white knight · c1 white bishop · d1 white queen · e1 white king · f1 white bishop · g1 white knight · h1 white rook | a8 black rook · c8 black bishop · d8 black queen · e8 black king · f8 black bishop · g8 black knight · h8 black rook · a7 black pawn · b7 black pawn · c7 black pawn · e7 black pawn · f7 black pawn · g7 black pawn · h7 black pawn · c6 black knight · d5 black pawn · c4 white pawn · d4 white pawn · a2 white pawn · b2 white pawn · e2 white pawn · f2 white pawn · g2 white pawn · h2 white pawn · a1 white rook · b1 white knight · c1 white bishop · d1 white queen · e1 white king · f1 white bishop · g1 white knight · h1 white rook | a8 black rook · c8 black bishop · d8 black queen · e8 black king · f8 black bishop · g8 black knight · h8 black rook · a7 black pawn · b7 black pawn · c7 black pawn · e7 black pawn · f7 black pawn · g7 black pawn · h7 black pawn · c6 black knight · d5 black pawn · c4 white pawn · d4 white pawn · a2 white pawn · b2 white pawn · e2 white pawn · f2 white pawn · g2 white pawn · h2 white pawn · a1 white rook · b1 white knight · c1 white bishop · d1 white queen · e1 white king · f1 white bishop · g1 white knight · h1 white rook | a8 black rook · c8 black bishop · d8 black queen · e8 black king · f8 black bishop · g8 black knight · h8 black rook · a7 black pawn · b7 black pawn · c7 black pawn · e7 black pawn · f7 black pawn · g7 black pawn · h7 black pawn · c6 black knight · d5 black pawn · c4 white pawn · d4 white pawn · a2 white pawn · b2 white pawn · e2 white pawn · f2 white pawn · g2 white pawn · h2 white pawn · a1 white rook · b1 white knight · c1 white bishop · d1 white queen · e1 white king · f1 white bishop · g1 white knight · h1 white rook | a8 black rook · c8 black bishop · d8 black queen · e8 black king · f8 black bishop · g8 black knight · h8 black rook · a7 black pawn · b7 black pawn · c7 black pawn · e7 black pawn · f7 black pawn · g7 black pawn · h7 black pawn · c6 black knight · d5 black pawn · c4 white pawn · d4 white pawn · a2 white pawn · b2 white pawn · e2 white pawn · f2 white pawn · g2 white pawn · h2 white pawn · a1 white rook · b1 white knight · c1 white bishop · d1 white queen · e1 white king · f1 white bishop · g1 white knight · h1 white rook | a8 black rook · c8 black bishop · d8 black queen · e8 black king · f8 black bishop · g8 black knight · h8 black rook · a7 black pawn · b7 black pawn · c7 black pawn · e7 black pawn · f7 black pawn · g7 black pawn · h7 black pawn · c6 black knight · d5 black pawn · c4 white pawn · d4 white pawn · a2 white pawn · b2 white pawn · e2 white pawn · f2 white pawn · g2 white pawn · h2 white pawn · a1 white rook · b1 white knight · c1 white bishop · d1 white queen · e1 white king · f1 white bishop · g1 white knight · h1 white rook | a8 black rook · c8 black bishop · d8 black queen · e8 black king · f8 black bishop · g8 black knight · h8 black rook · a7 black pawn · b7 black pawn · c7 black pawn · e7 black pawn · f7 black pawn · g7 black pawn · h7 black pawn · c6 black knight · d5 black pawn · c4 white pawn · d4 white pawn · a2 white pawn · b2 white pawn · e2 white pawn · f2 white pawn · g2 white pawn · h2 white pawn · a1 white rook · b1 white knight · c1 white bishop · d1 white queen · e1 white king · f1 white bishop · g1 white knight · h1 white rook | 7 |
| 6 | a8 black rook · c8 black bishop · d8 black queen · e8 black king · f8 black bishop · g8 black knight · h8 black rook · a7 black pawn · b7 black pawn · c7 black pawn · e7 black pawn · f7 black pawn · g7 black pawn · h7 black pawn · c6 black knight · d5 black pawn · c4 white pawn · d4 white pawn · a2 white pawn · b2 white pawn · e2 white pawn · f2 white pawn · g2 white pawn · h2 white pawn · a1 white rook · b1 white knight · c1 white bishop · d1 white queen · e1 white king · f1 white bishop · g1 white knight · h1 white rook | a8 black rook · c8 black bishop · d8 black queen · e8 black king · f8 black bishop · g8 black knight · h8 black rook · a7 black pawn · b7 black pawn · c7 black pawn · e7 black pawn · f7 black pawn · g7 black pawn · h7 black pawn · c6 black knight · d5 black pawn · c4 white pawn · d4 white pawn · a2 white pawn · b2 white pawn · e2 white pawn · f2 white pawn · g2 white pawn · h2 white pawn · a1 white rook · b1 white knight · c1 white bishop · d1 white queen · e1 white king · f1 white bishop · g1 white knight · h1 white rook | a8 black rook · c8 black bishop · d8 black queen · e8 black king · f8 black bishop · g8 black knight · h8 black rook · a7 black pawn · b7 black pawn · c7 black pawn · e7 black pawn · f7 black pawn · g7 black pawn · h7 black pawn · c6 black knight · d5 black pawn · c4 white pawn · d4 white pawn · a2 white pawn · b2 white pawn · e2 white pawn · f2 white pawn · g2 white pawn · h2 white pawn · a1 white rook · b1 white knight · c1 white bishop · d1 white queen · e1 white king · f1 white bishop · g1 white knight · h1 white rook | a8 black rook · c8 black bishop · d8 black queen · e8 black king · f8 black bishop · g8 black knight · h8 black rook · a7 black pawn · b7 black pawn · c7 black pawn · e7 black pawn · f7 black pawn · g7 black pawn · h7 black pawn · c6 black knight · d5 black pawn · c4 white pawn · d4 white pawn · a2 white pawn · b2 white pawn · e2 white pawn · f2 white pawn · g2 white pawn · h2 white pawn · a1 white rook · b1 white knight · c1 white bishop · d1 white queen · e1 white king · f1 white bishop · g1 white knight · h1 white rook | a8 black rook · c8 black bishop · d8 black queen · e8 black king · f8 black bishop · g8 black knight · h8 black rook · a7 black pawn · b7 black pawn · c7 black pawn · e7 black pawn · f7 black pawn · g7 black pawn · h7 black pawn · c6 black knight · d5 black pawn · c4 white pawn · d4 white pawn · a2 white pawn · b2 white pawn · e2 white pawn · f2 white pawn · g2 white pawn · h2 white pawn · a1 white rook · b1 white knight · c1 white bishop · d1 white queen · e1 white king · f1 white bishop · g1 white knight · h1 white rook | a8 black rook · c8 black bishop · d8 black queen · e8 black king · f8 black bishop · g8 black knight · h8 black rook · a7 black pawn · b7 black pawn · c7 black pawn · e7 black pawn · f7 black pawn · g7 black pawn · h7 black pawn · c6 black knight · d5 black pawn · c4 white pawn · d4 white pawn · a2 white pawn · b2 white pawn · e2 white pawn · f2 white pawn · g2 white pawn · h2 white pawn · a1 white rook · b1 white knight · c1 white bishop · d1 white queen · e1 white king · f1 white bishop · g1 white knight · h1 white rook | a8 black rook · c8 black bishop · d8 black queen · e8 black king · f8 black bishop · g8 black knight · h8 black rook · a7 black pawn · b7 black pawn · c7 black pawn · e7 black pawn · f7 black pawn · g7 black pawn · h7 black pawn · c6 black knight · d5 black pawn · c4 white pawn · d4 white pawn · a2 white pawn · b2 white pawn · e2 white pawn · f2 white pawn · g2 white pawn · h2 white pawn · a1 white rook · b1 white knight · c1 white bishop · d1 white queen · e1 white king · f1 white bishop · g1 white knight · h1 white rook | a8 black rook · c8 black bishop · d8 black queen · e8 black king · f8 black bishop · g8 black knight · h8 black rook · a7 black pawn · b7 black pawn · c7 black pawn · e7 black pawn · f7 black pawn · g7 black pawn · h7 black pawn · c6 black knight · d5 black pawn · c4 white pawn · d4 white pawn · a2 white pawn · b2 white pawn · e2 white pawn · f2 white pawn · g2 white pawn · h2 white pawn · a1 white rook · b1 white knight · c1 white bishop · d1 white queen · e1 white king · f1 white bishop · g1 white knight · h1 white rook | 6 |
| 5 | a8 black rook · c8 black bishop · d8 black queen · e8 black king · f8 black bishop · g8 black knight · h8 black rook · a7 black pawn · b7 black pawn · c7 black pawn · e7 black pawn · f7 black pawn · g7 black pawn · h7 black pawn · c6 black knight · d5 black pawn · c4 white pawn · d4 white pawn · a2 white pawn · b2 white pawn · e2 white pawn · f2 white pawn · g2 white pawn · h2 white pawn · a1 white rook · b1 white knight · c1 white bishop · d1 white queen · e1 white king · f1 white bishop · g1 white knight · h1 white rook | a8 black rook · c8 black bishop · d8 black queen · e8 black king · f8 black bishop · g8 black knight · h8 black rook · a7 black pawn · b7 black pawn · c7 black pawn · e7 black pawn · f7 black pawn · g7 black pawn · h7 black pawn · c6 black knight · d5 black pawn · c4 white pawn · d4 white pawn · a2 white pawn · b2 white pawn · e2 white pawn · f2 white pawn · g2 white pawn · h2 white pawn · a1 white rook · b1 white knight · c1 white bishop · d1 white queen · e1 white king · f1 white bishop · g1 white knight · h1 white rook | a8 black rook · c8 black bishop · d8 black queen · e8 black king · f8 black bishop · g8 black knight · h8 black rook · a7 black pawn · b7 black pawn · c7 black pawn · e7 black pawn · f7 black pawn · g7 black pawn · h7 black pawn · c6 black knight · d5 black pawn · c4 white pawn · d4 white pawn · a2 white pawn · b2 white pawn · e2 white pawn · f2 white pawn · g2 white pawn · h2 white pawn · a1 white rook · b1 white knight · c1 white bishop · d1 white queen · e1 white king · f1 white bishop · g1 white knight · h1 white rook | a8 black rook · c8 black bishop · d8 black queen · e8 black king · f8 black bishop · g8 black knight · h8 black rook · a7 black pawn · b7 black pawn · c7 black pawn · e7 black pawn · f7 black pawn · g7 black pawn · h7 black pawn · c6 black knight · d5 black pawn · c4 white pawn · d4 white pawn · a2 white pawn · b2 white pawn · e2 white pawn · f2 white pawn · g2 white pawn · h2 white pawn · a1 white rook · b1 white knight · c1 white bishop · d1 white queen · e1 white king · f1 white bishop · g1 white knight · h1 white rook | a8 black rook · c8 black bishop · d8 black queen · e8 black king · f8 black bishop · g8 black knight · h8 black rook · a7 black pawn · b7 black pawn · c7 black pawn · e7 black pawn · f7 black pawn · g7 black pawn · h7 black pawn · c6 black knight · d5 black pawn · c4 white pawn · d4 white pawn · a2 white pawn · b2 white pawn · e2 white pawn · f2 white pawn · g2 white pawn · h2 white pawn · a1 white rook · b1 white knight · c1 white bishop · d1 white queen · e1 white king · f1 white bishop · g1 white knight · h1 white rook | a8 black rook · c8 black bishop · d8 black queen · e8 black king · f8 black bishop · g8 black knight · h8 black rook · a7 black pawn · b7 black pawn · c7 black pawn · e7 black pawn · f7 black pawn · g7 black pawn · h7 black pawn · c6 black knight · d5 black pawn · c4 white pawn · d4 white pawn · a2 white pawn · b2 white pawn · e2 white pawn · f2 white pawn · g2 white pawn · h2 white pawn · a1 white rook · b1 white knight · c1 white bishop · d1 white queen · e1 white king · f1 white bishop · g1 white knight · h1 white rook | a8 black rook · c8 black bishop · d8 black queen · e8 black king · f8 black bishop · g8 black knight · h8 black rook · a7 black pawn · b7 black pawn · c7 black pawn · e7 black pawn · f7 black pawn · g7 black pawn · h7 black pawn · c6 black knight · d5 black pawn · c4 white pawn · d4 white pawn · a2 white pawn · b2 white pawn · e2 white pawn · f2 white pawn · g2 white pawn · h2 white pawn · a1 white rook · b1 white knight · c1 white bishop · d1 white queen · e1 white king · f1 white bishop · g1 white knight · h1 white rook | a8 black rook · c8 black bishop · d8 black queen · e8 black king · f8 black bishop · g8 black knight · h8 black rook · a7 black pawn · b7 black pawn · c7 black pawn · e7 black pawn · f7 black pawn · g7 black pawn · h7 black pawn · c6 black knight · d5 black pawn · c4 white pawn · d4 white pawn · a2 white pawn · b2 white pawn · e2 white pawn · f2 white pawn · g2 white pawn · h2 white pawn · a1 white rook · b1 white knight · c1 white bishop · d1 white queen · e1 white king · f1 white bishop · g1 white knight · h1 white rook | 5 |
| 4 | a8 black rook · c8 black bishop · d8 black queen · e8 black king · f8 black bishop · g8 black knight · h8 black rook · a7 black pawn · b7 black pawn · c7 black pawn · e7 black pawn · f7 black pawn · g7 black pawn · h7 black pawn · c6 black knight · d5 black pawn · c4 white pawn · d4 white pawn · a2 white pawn · b2 white pawn · e2 white pawn · f2 white pawn · g2 white pawn · h2 white pawn · a1 white rook · b1 white knight · c1 white bishop · d1 white queen · e1 white king · f1 white bishop · g1 white knight · h1 white rook | a8 black rook · c8 black bishop · d8 black queen · e8 black king · f8 black bishop · g8 black knight · h8 black rook · a7 black pawn · b7 black pawn · c7 black pawn · e7 black pawn · f7 black pawn · g7 black pawn · h7 black pawn · c6 black knight · d5 black pawn · c4 white pawn · d4 white pawn · a2 white pawn · b2 white pawn · e2 white pawn · f2 white pawn · g2 white pawn · h2 white pawn · a1 white rook · b1 white knight · c1 white bishop · d1 white queen · e1 white king · f1 white bishop · g1 white knight · h1 white rook | a8 black rook · c8 black bishop · d8 black queen · e8 black king · f8 black bishop · g8 black knight · h8 black rook · a7 black pawn · b7 black pawn · c7 black pawn · e7 black pawn · f7 black pawn · g7 black pawn · h7 black pawn · c6 black knight · d5 black pawn · c4 white pawn · d4 white pawn · a2 white pawn · b2 white pawn · e2 white pawn · f2 white pawn · g2 white pawn · h2 white pawn · a1 white rook · b1 white knight · c1 white bishop · d1 white queen · e1 white king · f1 white bishop · g1 white knight · h1 white rook | a8 black rook · c8 black bishop · d8 black queen · e8 black king · f8 black bishop · g8 black knight · h8 black rook · a7 black pawn · b7 black pawn · c7 black pawn · e7 black pawn · f7 black pawn · g7 black pawn · h7 black pawn · c6 black knight · d5 black pawn · c4 white pawn · d4 white pawn · a2 white pawn · b2 white pawn · e2 white pawn · f2 white pawn · g2 white pawn · h2 white pawn · a1 white rook · b1 white knight · c1 white bishop · d1 white queen · e1 white king · f1 white bishop · g1 white knight · h1 white rook | a8 black rook · c8 black bishop · d8 black queen · e8 black king · f8 black bishop · g8 black knight · h8 black rook · a7 black pawn · b7 black pawn · c7 black pawn · e7 black pawn · f7 black pawn · g7 black pawn · h7 black pawn · c6 black knight · d5 black pawn · c4 white pawn · d4 white pawn · a2 white pawn · b2 white pawn · e2 white pawn · f2 white pawn · g2 white pawn · h2 white pawn · a1 white rook · b1 white knight · c1 white bishop · d1 white queen · e1 white king · f1 white bishop · g1 white knight · h1 white rook | a8 black rook · c8 black bishop · d8 black queen · e8 black king · f8 black bishop · g8 black knight · h8 black rook · a7 black pawn · b7 black pawn · c7 black pawn · e7 black pawn · f7 black pawn · g7 black pawn · h7 black pawn · c6 black knight · d5 black pawn · c4 white pawn · d4 white pawn · a2 white pawn · b2 white pawn · e2 white pawn · f2 white pawn · g2 white pawn · h2 white pawn · a1 white rook · b1 white knight · c1 white bishop · d1 white queen · e1 white king · f1 white bishop · g1 white knight · h1 white rook | a8 black rook · c8 black bishop · d8 black queen · e8 black king · f8 black bishop · g8 black knight · h8 black rook · a7 black pawn · b7 black pawn · c7 black pawn · e7 black pawn · f7 black pawn · g7 black pawn · h7 black pawn · c6 black knight · d5 black pawn · c4 white pawn · d4 white pawn · a2 white pawn · b2 white pawn · e2 white pawn · f2 white pawn · g2 white pawn · h2 white pawn · a1 white rook · b1 white knight · c1 white bishop · d1 white queen · e1 white king · f1 white bishop · g1 white knight · h1 white rook | a8 black rook · c8 black bishop · d8 black queen · e8 black king · f8 black bishop · g8 black knight · h8 black rook · a7 black pawn · b7 black pawn · c7 black pawn · e7 black pawn · f7 black pawn · g7 black pawn · h7 black pawn · c6 black knight · d5 black pawn · c4 white pawn · d4 white pawn · a2 white pawn · b2 white pawn · e2 white pawn · f2 white pawn · g2 white pawn · h2 white pawn · a1 white rook · b1 white knight · c1 white bishop · d1 white queen · e1 white king · f1 white bishop · g1 white knight · h1 white rook | 4 |
| 3 | a8 black rook · c8 black bishop · d8 black queen · e8 black king · f8 black bishop · g8 black knight · h8 black rook · a7 black pawn · b7 black pawn · c7 black pawn · e7 black pawn · f7 black pawn · g7 black pawn · h7 black pawn · c6 black knight · d5 black pawn · c4 white pawn · d4 white pawn · a2 white pawn · b2 white pawn · e2 white pawn · f2 white pawn · g2 white pawn · h2 white pawn · a1 white rook · b1 white knight · c1 white bishop · d1 white queen · e1 white king · f1 white bishop · g1 white knight · h1 white rook | a8 black rook · c8 black bishop · d8 black queen · e8 black king · f8 black bishop · g8 black knight · h8 black rook · a7 black pawn · b7 black pawn · c7 black pawn · e7 black pawn · f7 black pawn · g7 black pawn · h7 black pawn · c6 black knight · d5 black pawn · c4 white pawn · d4 white pawn · a2 white pawn · b2 white pawn · e2 white pawn · f2 white pawn · g2 white pawn · h2 white pawn · a1 white rook · b1 white knight · c1 white bishop · d1 white queen · e1 white king · f1 white bishop · g1 white knight · h1 white rook | a8 black rook · c8 black bishop · d8 black queen · e8 black king · f8 black bishop · g8 black knight · h8 black rook · a7 black pawn · b7 black pawn · c7 black pawn · e7 black pawn · f7 black pawn · g7 black pawn · h7 black pawn · c6 black knight · d5 black pawn · c4 white pawn · d4 white pawn · a2 white pawn · b2 white pawn · e2 white pawn · f2 white pawn · g2 white pawn · h2 white pawn · a1 white rook · b1 white knight · c1 white bishop · d1 white queen · e1 white king · f1 white bishop · g1 white knight · h1 white rook | a8 black rook · c8 black bishop · d8 black queen · e8 black king · f8 black bishop · g8 black knight · h8 black rook · a7 black pawn · b7 black pawn · c7 black pawn · e7 black pawn · f7 black pawn · g7 black pawn · h7 black pawn · c6 black knight · d5 black pawn · c4 white pawn · d4 white pawn · a2 white pawn · b2 white pawn · e2 white pawn · f2 white pawn · g2 white pawn · h2 white pawn · a1 white rook · b1 white knight · c1 white bishop · d1 white queen · e1 white king · f1 white bishop · g1 white knight · h1 white rook | a8 black rook · c8 black bishop · d8 black queen · e8 black king · f8 black bishop · g8 black knight · h8 black rook · a7 black pawn · b7 black pawn · c7 black pawn · e7 black pawn · f7 black pawn · g7 black pawn · h7 black pawn · c6 black knight · d5 black pawn · c4 white pawn · d4 white pawn · a2 white pawn · b2 white pawn · e2 white pawn · f2 white pawn · g2 white pawn · h2 white pawn · a1 white rook · b1 white knight · c1 white bishop · d1 white queen · e1 white king · f1 white bishop · g1 white knight · h1 white rook | a8 black rook · c8 black bishop · d8 black queen · e8 black king · f8 black bishop · g8 black knight · h8 black rook · a7 black pawn · b7 black pawn · c7 black pawn · e7 black pawn · f7 black pawn · g7 black pawn · h7 black pawn · c6 black knight · d5 black pawn · c4 white pawn · d4 white pawn · a2 white pawn · b2 white pawn · e2 white pawn · f2 white pawn · g2 white pawn · h2 white pawn · a1 white rook · b1 white knight · c1 white bishop · d1 white queen · e1 white king · f1 white bishop · g1 white knight · h1 white rook | a8 black rook · c8 black bishop · d8 black queen · e8 black king · f8 black bishop · g8 black knight · h8 black rook · a7 black pawn · b7 black pawn · c7 black pawn · e7 black pawn · f7 black pawn · g7 black pawn · h7 black pawn · c6 black knight · d5 black pawn · c4 white pawn · d4 white pawn · a2 white pawn · b2 white pawn · e2 white pawn · f2 white pawn · g2 white pawn · h2 white pawn · a1 white rook · b1 white knight · c1 white bishop · d1 white queen · e1 white king · f1 white bishop · g1 white knight · h1 white rook | a8 black rook · c8 black bishop · d8 black queen · e8 black king · f8 black bishop · g8 black knight · h8 black rook · a7 black pawn · b7 black pawn · c7 black pawn · e7 black pawn · f7 black pawn · g7 black pawn · h7 black pawn · c6 black knight · d5 black pawn · c4 white pawn · d4 white pawn · a2 white pawn · b2 white pawn · e2 white pawn · f2 white pawn · g2 white pawn · h2 white pawn · a1 white rook · b1 white knight · c1 white bishop · d1 white queen · e1 white king · f1 white bishop · g1 white knight · h1 white rook | 3 |
| 2 | a8 black rook · c8 black bishop · d8 black queen · e8 black king · f8 black bishop · g8 black knight · h8 black rook · a7 black pawn · b7 black pawn · c7 black pawn · e7 black pawn · f7 black pawn · g7 black pawn · h7 black pawn · c6 black knight · d5 black pawn · c4 white pawn · d4 white pawn · a2 white pawn · b2 white pawn · e2 white pawn · f2 white pawn · g2 white pawn · h2 white pawn · a1 white rook · b1 white knight · c1 white bishop · d1 white queen · e1 white king · f1 white bishop · g1 white knight · h1 white rook | a8 black rook · c8 black bishop · d8 black queen · e8 black king · f8 black bishop · g8 black knight · h8 black rook · a7 black pawn · b7 black pawn · c7 black pawn · e7 black pawn · f7 black pawn · g7 black pawn · h7 black pawn · c6 black knight · d5 black pawn · c4 white pawn · d4 white pawn · a2 white pawn · b2 white pawn · e2 white pawn · f2 white pawn · g2 white pawn · h2 white pawn · a1 white rook · b1 white knight · c1 white bishop · d1 white queen · e1 white king · f1 white bishop · g1 white knight · h1 white rook | a8 black rook · c8 black bishop · d8 black queen · e8 black king · f8 black bishop · g8 black knight · h8 black rook · a7 black pawn · b7 black pawn · c7 black pawn · e7 black pawn · f7 black pawn · g7 black pawn · h7 black pawn · c6 black knight · d5 black pawn · c4 white pawn · d4 white pawn · a2 white pawn · b2 white pawn · e2 white pawn · f2 white pawn · g2 white pawn · h2 white pawn · a1 white rook · b1 white knight · c1 white bishop · d1 white queen · e1 white king · f1 white bishop · g1 white knight · h1 white rook | a8 black rook · c8 black bishop · d8 black queen · e8 black king · f8 black bishop · g8 black knight · h8 black rook · a7 black pawn · b7 black pawn · c7 black pawn · e7 black pawn · f7 black pawn · g7 black pawn · h7 black pawn · c6 black knight · d5 black pawn · c4 white pawn · d4 white pawn · a2 white pawn · b2 white pawn · e2 white pawn · f2 white pawn · g2 white pawn · h2 white pawn · a1 white rook · b1 white knight · c1 white bishop · d1 white queen · e1 white king · f1 white bishop · g1 white knight · h1 white rook | a8 black rook · c8 black bishop · d8 black queen · e8 black king · f8 black bishop · g8 black knight · h8 black rook · a7 black pawn · b7 black pawn · c7 black pawn · e7 black pawn · f7 black pawn · g7 black pawn · h7 black pawn · c6 black knight · d5 black pawn · c4 white pawn · d4 white pawn · a2 white pawn · b2 white pawn · e2 white pawn · f2 white pawn · g2 white pawn · h2 white pawn · a1 white rook · b1 white knight · c1 white bishop · d1 white queen · e1 white king · f1 white bishop · g1 white knight · h1 white rook | a8 black rook · c8 black bishop · d8 black queen · e8 black king · f8 black bishop · g8 black knight · h8 black rook · a7 black pawn · b7 black pawn · c7 black pawn · e7 black pawn · f7 black pawn · g7 black pawn · h7 black pawn · c6 black knight · d5 black pawn · c4 white pawn · d4 white pawn · a2 white pawn · b2 white pawn · e2 white pawn · f2 white pawn · g2 white pawn · h2 white pawn · a1 white rook · b1 white knight · c1 white bishop · d1 white queen · e1 white king · f1 white bishop · g1 white knight · h1 white rook | a8 black rook · c8 black bishop · d8 black queen · e8 black king · f8 black bishop · g8 black knight · h8 black rook · a7 black pawn · b7 black pawn · c7 black pawn · e7 black pawn · f7 black pawn · g7 black pawn · h7 black pawn · c6 black knight · d5 black pawn · c4 white pawn · d4 white pawn · a2 white pawn · b2 white pawn · e2 white pawn · f2 white pawn · g2 white pawn · h2 white pawn · a1 white rook · b1 white knight · c1 white bishop · d1 white queen · e1 white king · f1 white bishop · g1 white knight · h1 white rook | a8 black rook · c8 black bishop · d8 black queen · e8 black king · f8 black bishop · g8 black knight · h8 black rook · a7 black pawn · b7 black pawn · c7 black pawn · e7 black pawn · f7 black pawn · g7 black pawn · h7 black pawn · c6 black knight · d5 black pawn · c4 white pawn · d4 white pawn · a2 white pawn · b2 white pawn · e2 white pawn · f2 white pawn · g2 white pawn · h2 white pawn · a1 white rook · b1 white knight · c1 white bishop · d1 white queen · e1 white king · f1 white bishop · g1 white knight · h1 white rook | 2 |
| 1 | a8 black rook · c8 black bishop · d8 black queen · e8 black king · f8 black bishop · g8 black knight · h8 black rook · a7 black pawn · b7 black pawn · c7 black pawn · e7 black pawn · f7 black pawn · g7 black pawn · h7 black pawn · c6 black knight · d5 black pawn · c4 white pawn · d4 white pawn · a2 white pawn · b2 white pawn · e2 white pawn · f2 white pawn · g2 white pawn · h2 white pawn · a1 white rook · b1 white knight · c1 white bishop · d1 white queen · e1 white king · f1 white bishop · g1 white knight · h1 white rook | a8 black rook · c8 black bishop · d8 black queen · e8 black king · f8 black bishop · g8 black knight · h8 black rook · a7 black pawn · b7 black pawn · c7 black pawn · e7 black pawn · f7 black pawn · g7 black pawn · h7 black pawn · c6 black knight · d5 black pawn · c4 white pawn · d4 white pawn · a2 white pawn · b2 white pawn · e2 white pawn · f2 white pawn · g2 white pawn · h2 white pawn · a1 white rook · b1 white knight · c1 white bishop · d1 white queen · e1 white king · f1 white bishop · g1 white knight · h1 white rook | a8 black rook · c8 black bishop · d8 black queen · e8 black king · f8 black bishop · g8 black knight · h8 black rook · a7 black pawn · b7 black pawn · c7 black pawn · e7 black pawn · f7 black pawn · g7 black pawn · h7 black pawn · c6 black knight · d5 black pawn · c4 white pawn · d4 white pawn · a2 white pawn · b2 white pawn · e2 white pawn · f2 white pawn · g2 white pawn · h2 white pawn · a1 white rook · b1 white knight · c1 white bishop · d1 white queen · e1 white king · f1 white bishop · g1 white knight · h1 white rook | a8 black rook · c8 black bishop · d8 black queen · e8 black king · f8 black bishop · g8 black knight · h8 black rook · a7 black pawn · b7 black pawn · c7 black pawn · e7 black pawn · f7 black pawn · g7 black pawn · h7 black pawn · c6 black knight · d5 black pawn · c4 white pawn · d4 white pawn · a2 white pawn · b2 white pawn · e2 white pawn · f2 white pawn · g2 white pawn · h2 white pawn · a1 white rook · b1 white knight · c1 white bishop · d1 white queen · e1 white king · f1 white bishop · g1 white knight · h1 white rook | a8 black rook · c8 black bishop · d8 black queen · e8 black king · f8 black bishop · g8 black knight · h8 black rook · a7 black pawn · b7 black pawn · c7 black pawn · e7 black pawn · f7 black pawn · g7 black pawn · h7 black pawn · c6 black knight · d5 black pawn · c4 white pawn · d4 white pawn · a2 white pawn · b2 white pawn · e2 white pawn · f2 white pawn · g2 white pawn · h2 white pawn · a1 white rook · b1 white knight · c1 white bishop · d1 white queen · e1 white king · f1 white bishop · g1 white knight · h1 white rook | a8 black rook · c8 black bishop · d8 black queen · e8 black king · f8 black bishop · g8 black knight · h8 black rook · a7 black pawn · b7 black pawn · c7 black pawn · e7 black pawn · f7 black pawn · g7 black pawn · h7 black pawn · c6 black knight · d5 black pawn · c4 white pawn · d4 white pawn · a2 white pawn · b2 white pawn · e2 white pawn · f2 white pawn · g2 white pawn · h2 white pawn · a1 white rook · b1 white knight · c1 white bishop · d1 white queen · e1 white king · f1 white bishop · g1 white knight · h1 white rook | a8 black rook · c8 black bishop · d8 black queen · e8 black king · f8 black bishop · g8 black knight · h8 black rook · a7 black pawn · b7 black pawn · c7 black pawn · e7 black pawn · f7 black pawn · g7 black pawn · h7 black pawn · c6 black knight · d5 black pawn · c4 white pawn · d4 white pawn · a2 white pawn · b2 white pawn · e2 white pawn · f2 white pawn · g2 white pawn · h2 white pawn · a1 white rook · b1 white knight · c1 white bishop · d1 white queen · e1 white king · f1 white bishop · g1 white knight · h1 white rook | a8 black rook · c8 black bishop · d8 black queen · e8 black king · f8 black bishop · g8 black knight · h8 black rook · a7 black pawn · b7 black pawn · c7 black pawn · e7 black pawn · f7 black pawn · g7 black pawn · h7 black pawn · c6 black knight · d5 black pawn · c4 white pawn · d4 white pawn · a2 white pawn · b2 white pawn · e2 white pawn · f2 white pawn · g2 white pawn · h2 white pawn · a1 white rook · b1 white knight · c1 white bishop · d1 white queen · e1 white king · f1 white bishop · g1 white knight · h1 white rook | 1 |
|   | a | b | c | d | e | f | g | h |   |

- Имао је изразито негативан биланс против Ласкера (+1-8=4), а једину победу је остварио у првој одиграној партији у Хејстингсу 1895.

- Имао је позитиван биланс са Рихардом Тајхманом (+8-3=1) али и негативан са Давид Јановски (+4-17=4).

- Фамозни меч Чигорина са Штајницом, 1892. је био основа за научно фантастичну новелу The Squares of the City, Џона Брунера (1978).[1]

- Чигорин је учествовао на 13 домаћих и 24 међународна турнира. Његове партије су биле различите са нападачким стилом, оригиналном стратегијом са константном жељом за иницијативом.